# Wálter Daga
Wálter Daga (Callao, 4 de mayo de 1951-Callao, 26 de diciembre de 2000) fue un futbolista peruano que jugaba como mediocampista y jugó en clubes de Perú y Ecuador.

## Trayectoria
Inició su carrera en Sport Boys en 1968, en aquella generación que apareció en este club a finales de los años 1960 con Juan Rivero, Gerónimo Barbadillo, entre otros. Se caracterizó por su remate de zurda marcando muchos goles de larga distancia, tiros libres y goles olímpicos. Luego emigró al Alfonso Ugarte de Puno donde logró el subcampeonato de 1975, clasificando el equipo dirigido por Walter Milera a la Copa Libertadores 1976. También jugó en Carmen Mora de Ecuador y en la Asociación Deportiva Tarma.

## Selección
Integró en 1971 la selección preolímpica dirigida por Lajos Baróti que disputó el torneo Preolímpico de Cali (Colombia) clasificatorio a los Juegos Olímpicos de Múnich 1972 en el que Perú terminó en cuarto lugar. Con la selección absoluta disputó un partido amistoso en la victoria 3-2 contra México en agosto de 1972 donde ingresó en el segundo tiempo.

## Clubes
| Club                       | País    | Año       |
| -------------------------- | ------- | --------- |
| Sport Boys                 | Perú    | 1968-1974 |
| Carmen Mora                | Ecuador | 1975      |
| Alfonso Ugarte             | Perú    | 1975-1976 |
| Asociación Deportiva Tarma | Perú    | 1978      |
| Sport Boys                 | Perú    | 1979      |
| Deportivo Enapu            | Perú    | ¿?        |